# Lohrbach (Kyll)
Der Lohrbach ist ein 3,365 km langer, linker Zufluss der Kyll.
Die Fließgewässerkennziffer ist 26696, das Wassereinzugsgebiet hat eine Größe von 3,646 km².
Ein rechter Zufluss des Lohrbaches ist der Bach von der Hochmark, der 805 m lang ist, ein Einzugsgebiet von 0,856 km² hat und die Fließgewässerkennziffer 266962.
Der Lohrbach entspringt im Ehranger Wald und bildet ganz überwiegend die Gemarkungsgrenze zwischen Kordel und Trier-Ehrang. Er fließt in südwestlicher Richtung und mündet in der Nähe der Burg Ramstein in die Kyll.